# Sandrine Mainville
Sandrine Mainville (Boucherville, 20 de março de 1992) é uma nadadora canadense, medalhista olímpica.

## Carreira

### Rio 2016
Mainville competiu na natação nos Jogos Olímpicos de Verão de 2016 e conquistou a medalha de bronze com o revezamento 4x100 metros livre.